# Ири-Хор
Ири-Хор (или Ро) био је прединастички фараон древног Египта, иако неки археолози сумњају у његово постојање. Он је највероватније био претходник фараона Ка. Био је сахрањен на локалном гробљу Умм ел-Ка'аб у близини Ка, Нармера и других краљева Прве династије.
До 2012. име Ири-Хор није било пронађено, зато се он није могао потврдити као фараон. Доста египтолога верује да је он био фараон.